# Perehonivka, Obuhiv
Perehonivka (în ucraineană Перегонівка) este o comună în raionul Obuhiv, regiunea Kiev, Ucraina, formată numai din satul de reședință.

## Demografie
Componența lingvistică a comunei Perehonivka
     Ucraineană (96,39%)
     Rusă (1,39%)
Conform recensământului din 2001, majoritatea populației comunei Perehonivka era vorbitoare de ucraineană (96,39%), existând în minoritate și vorbitori de armeană (2,22%) și rusă (1,39%).